# グロリア・スチュアート
グロリア・スチュアート（Gloria Stuart, 1910年7月4日 - 2010年9月26日）は、アメリカ合衆国カリフォルニア州サンタモニカ出身の女優である。

## 経歴
本名はGloria Frances Stewart。1932年にユニバーサル映画と契約を交わしてデビュー。女優デビューするにあたり、名前のスペルを"Stuart"に変更した。
グラマーなブロンド美女として人気を博し、ライオネル・バリモアなどと共演した。1934年、マルクス兄弟のグルーチョの親友だった映画脚本家アーサー・シークマンと結婚。翌年には娘シルヴィアが誕生した（名付け親はグルーチョ）。
1940年代以降は女優業よりも芸術に興味を持つようになり、デコパージュなどを制作。画家としても活躍し、各地で展覧会を開いたこともある。また、俳優のための組合である映画俳優組合（Screen Actors Guild）の設立にも尽力した。
1975年、30年ぶりにテレビにカムバックして以来、コンスタントに女優業を続け、1997年の『タイタニック』では101歳になった主人公のローズを演じ、87歳にしてアカデミー助演女優賞にもノミネートされた（アカデミー賞の演技部門の最年長ノミネート記録を持つ）。2004年にはヴィム・ヴェンダース監督の『ランド・オブ・プレンティ』にも出演した。
晩年は癌で苦しんでおり、2010年9月26日に肺がんのため、死去。100歳だった。乳がんも患っていた。

## 主な出演作品
- 魔の家 The Old Dark House（1932年）
- 鏡の前の接吻 The Kiss Before the Mirror（1933年）
- 透明人間 The Invisible Man（1933年）
- 羅馬太平記 Roman Scandals（1933年）
- これがアメリカ艦隊 Here Comes the Navy（1934年）
- ゴールド・ディガース36年 Gold Diggers of 1935（1935年）
- 虎鮫島脱獄 The Prisoner of Shark Island（1936年）
- テムプルの福の神 Poor Little Rich Girl（1936年）
- 大学三人男 Life Begins in College（1937年）
- 農園の寵児 Rebecca of Sunnybrook Farm（1938年）
- タイタニック Titanic（1997年）
- ラブ・レター The Love Letter（1999年）
- ミリオンダラー・ホテル The Million Dollar Hotel（2000年）
- ランド・オブ・プレンティ Land of Plenty（2004年）